# Ichneumon ruficollis
Ichneumon ruficollis là một loài tò vò trong họ Ichneumonidae.